# Oligosita stenostigma
Oligosita stenostigma är en stekelart som beskrevs av Lin 1994. Oligosita stenostigma ingår i släktet Oligosita och familjen hårstrimsteklar. Inga underarter finns listade i Catalogue of Life.